# Porajmos

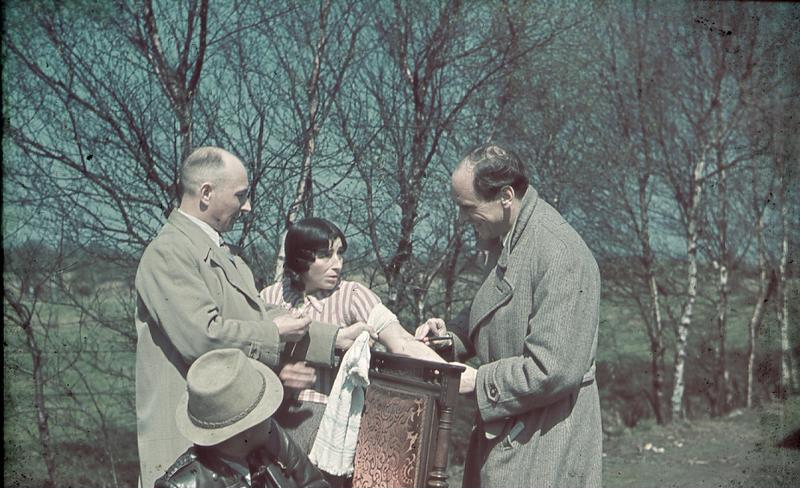
Rasforskaren Robert Ritter tar ett blodprov på en romsk kvinna, cirka 1936/1940.

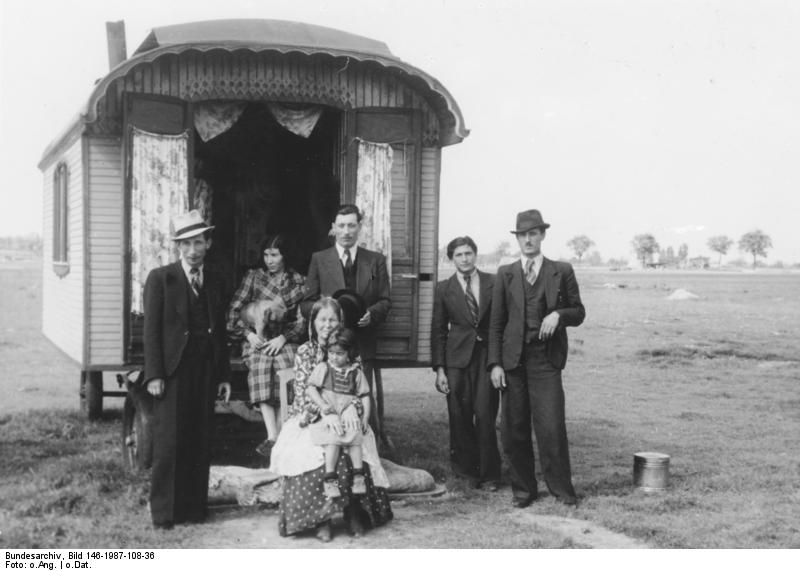
Romafamiljen Doisari i den tyska staden Halle poserar för kameran. Fotograf är en av Robert Ritters medarbetare.

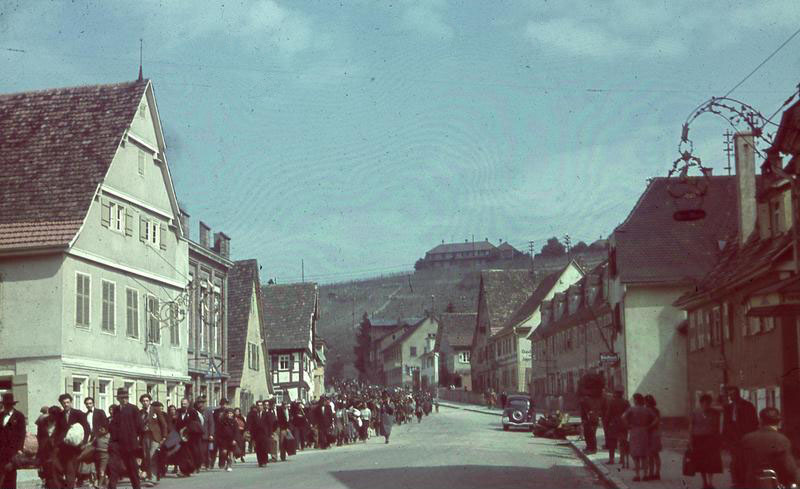
Romer och sinti deporteras av nazisterna. Köningstraße, Asperg, Baden-Württemberg den 22 maj 1940.

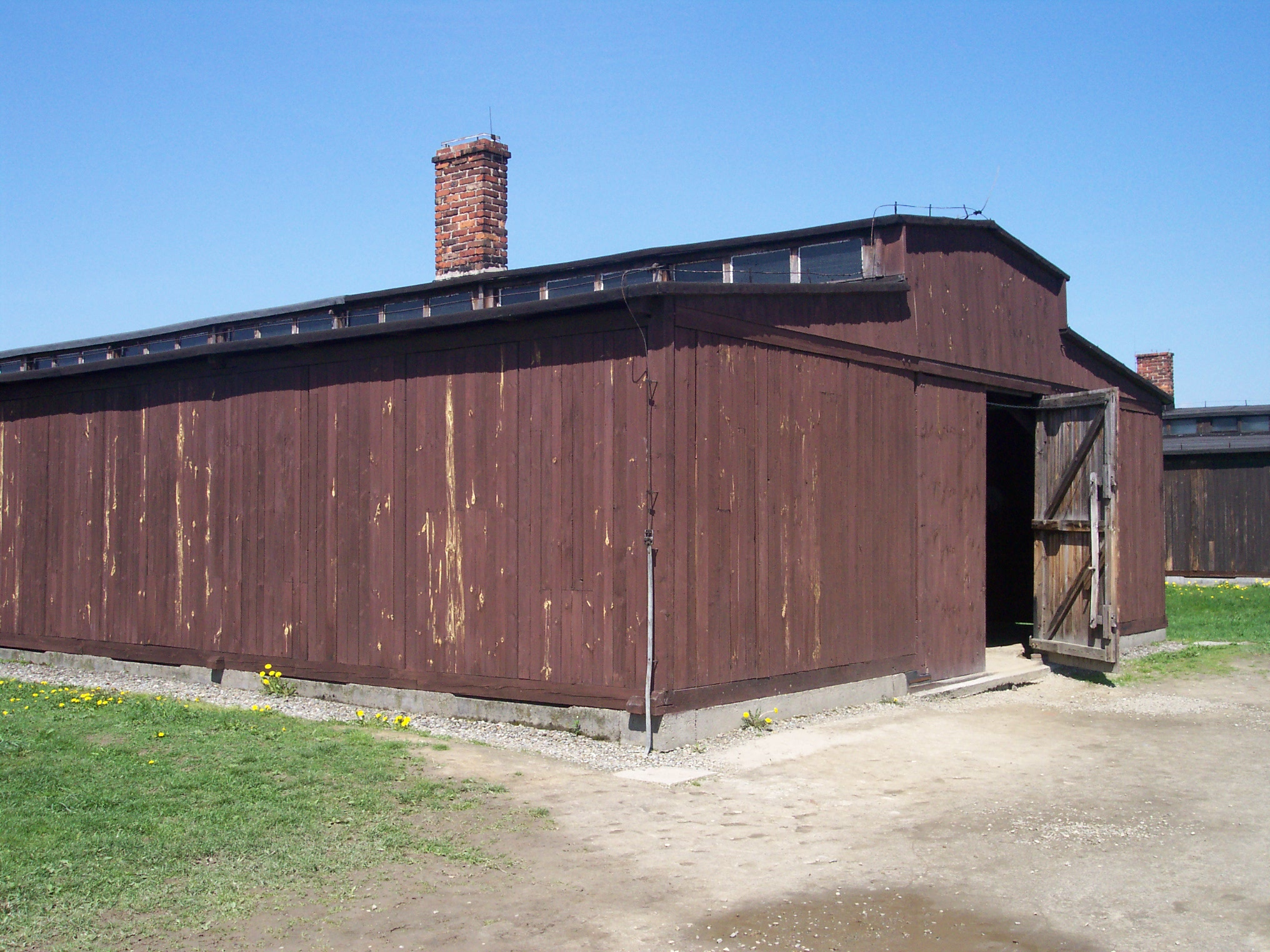
Barack av den typ som "zigenarlägret" i Auschwitz-Birkenau bestod av. Foto 2008.

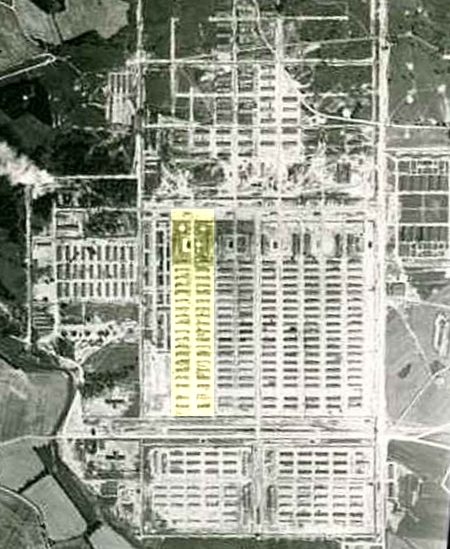
"Zigenarlägret" markerat med gult på ett flygfoto över Auschwitz-Birkenau.

Det romska folkmordet eller romska förintelsen, även känt som Porajmos, eller Samudaripen (romska; uppslukande respektive massmord), var Nazitysklands och deras allierades försök att utrota Europas romer och sinti.
Romer och sinti tillhörde, vid sidan av judarna, dem som drabbades hårdast av nazisternas ras- och utrotningspolitik. Romer/Sinti förföljdes och dödades urskillningslöst av tyska Einsatzgruppen på östfronten och tusentals av dem fördes från det av Tyskland ockuperade Europa till arbets- och förintelseläger. I början av 1943 inrättades ett "zigenarläger" i Auschwitz-Birkenau där över 20 000 romer/sinti internerades. Lägrets fångar likviderades natten mellan den 2 och 3 augusti 1944 då de sista romerna, närmare 3 000 personer, gasades ihjäl.
Antalet romer som mördades under Porajmos är svårt att fastställa. Forum för levande historia uppger, att mellan 200 000 och 500 000 av de cirka en miljon romer, som de menar levde i Europa vid denna tid mördades av nazisterna. Andra källor anger siffror på upp till 1 500 000 mördade romer, men utan att redovisa tillfredsställande dokumentation.
Termen Porajmos, som kan ses som en motsvarighet till judarnas Shoah, introducerades på 1990-talet av lingvisten Ian Hancock (Romani: Yanko le Redžosko) vid The Romani Archives and Documentation Center. 
Oftast används dock det allmänt kända begreppet förintelsen även om folkmordet på romer och sinti.
Under förintelsen, år 1939 till 1945 nekade Sverige romer som enda etnisk folkgrupp skydd från förintelsen. Sverige hade en stenhård linje att inga romer skulle få komma in i Sverige, alldeles oavsett omständigheter, alltså även om förintelsen pågick. 

## Nazisternas förföljelse av romer och sinti

### Raslagar och rasbiologisk forskning
Vid tiden för nazismen framväxt fanns det en utbredd misstänksamhet och fördomsfullhet gentemot romer och sinti. Inom den samtida rasforskningen försökte man urskilja dem och fastställa deras fysiska och mentala kännetecken. I Tyskland och Österrike började man på 1920-talet registrera romer och sinti i Zigenarlistor (Zigeunerlisten) för att kunna utöva social och polisiär kontroll över dem. Det tidiga 1900-talets diskriminerande särbehandling av romer fortsatte under nazisterna och blev en del av regimens förödande rasideologi.
De nazistiska rasideologerna och historieforskarna hade vissa problem med "zigenarna"; eftersom romer och sinti härstammar från Indien och alltså har "ariskt" ursprung var det svårt att på vetenskapliga grunder avskilja dem från tyska "arier" och den gemensamma härstamningen. Trots detta kom nazisterna fram till att romer har ett ”artfrämmande blod”. I september 1935 infördes raslagarna om judar, Nürnberglagarna. I en kommentar till avsnittet om medborgarskap förtydligade inrikesministern Wilhelm Frick: ”Eftersom en förutsättning för rätten att vara medborgare är att man är av tyskt blod, så kan en jude inte bli medborgare. Detsamma gäller för andra raser vars blod inte är närbesläktat med det tyska, som till exempel zigenare och neger.”  I och med detta förlorade många romer och sinti, vars familjer varit tyskar i generationer, sina medborgerliga rättigheter. (De personer som förlorade rätten att vara medborgare (Reichsbürger) förblev knutna till Tyska riket som statsanhöriga (Staatsangehörige), dessa hade inte fullständiga medborgerliga rättigheter.)
Redan 1933, samma år som nazisterna kom till makten, instiftades Lagen om ärftlig hälsa (Erbgesundheitsgesetz) vilken användes som juridisk grund för tvångssterilisering av romer och sinti.
År 1936 påbörjades en omfattande rasbiologisk forskning av romer och sinti under ledning av Dr Robert Ritter på Rashygieniska och befolkningsbiologiska forskningsinstitutet som var underställt Hälsovårdsministeriet. Ritters mål var att bevisa att romernas "asociala" beteende var ärftligt och att de utgjorde ett hot mot den tyska rasen och folkgemenskapen. Efter att ha studerat 24 000 personer presenterade Dr Ritter 1944 en klassificering av ”zigenare” och ”zigenar-blandras”, med undergrupper, och vad som karaktäriserade dem. Under de år Ritters forskningsprojekt pågick användes hans information och analyser av SS och polisen som underlag för arrestering och deportation av romer och sinti.

### Deportationer och massavrättningar
De första deportationerna av romer till koncentrationsläger skedde 1938 då 700 personer fördes till Dachau, Buchenwald, Sachsenhausen och KZ Lichtenburg. Ett år senare internerades 3 000 av de tyska och österrikiska romer som registrerats i Zigenarlistorna under mellankrigstiden. 1939 infördes ett förbud mot att byta bostadsort - förordningen Festsetzungserlass förbjöd romer och sinti att lämna platsen där de bodde. De som trotsade förordningen fördes till koncentrationsläger. I Österrike och Tyskland internerades romer och sinti i mindre arbetsläger eller i så kallade zigenarläger, i Österrike fanns det 17 läger av denna typ. Nazisternas mål var att deportera alla tyska romer, cirka 30 000 personer, till koncentrationsläger i Generalguvernementet i Polen.
I november 1941 deporterades 5 000 romer från Österrike till den polska staden Łódź där ett zigenarläger etablerades inom det judiska gettot. Tre månader senare fördes de 4 400 som fortfarande var vid liv till förintelselägret Chełmno där de gasades ihjäl i gasbilar.
Under den tyska arméns och Einsatzgruppernas massavrättningar vid östfronten 1941 mördades tusentals romer och sinti. Vid de ökända massakrerna i Babi Jar likviderades över hundra tusen judar, romer och sinti och ryska och ukrainska motståndsmän. Likaså föll tusentals romer och judar, samt serber, offer för Einsatzgrupperna i tyskockuperade Serbien. Den fascistiska Ustašamilisen i Kroatien liksom Antonescuregimen i Rumänien utförde även de avrättningar på romer och sinti.

### "Zigenarlägret" i Auschwitz
Heinrich Himmler utfärdade i december 1942 ett dekret om att alla romer som fortfarande fanns i Tyskland skulle deporteras till Auschwitz. I Auschwitz-Birkenau skapades ett ”zigenarläger” (Zigeuner-Familienlager). Där internerades mer än 22 000 romer och sinti som kom från läger i Tyskland, Österrike, Polen och Böhmen-Mähren. ”Zigenarlägret” hade den högsta dödssiffran av alla läger i Auschwitz: omkring 19 300 dog, av dessa gasades 5 600 ihjäl, 13 700 avled på grund av svält, sjukdomar och medicinska experiment. Avvecklingen av ”zigenarlägret” påbörjades i maj 1944 genom att hundratals fångar överfördes till andra koncentrationsläger. Lägret likviderades slutgiltigt natten mellan den 2 och 3 augusti då 1 408 fångar deporterades med godståg till Buchenwald och de som var kvar - 2 897 män, kvinnor och barn - mördades i gaskamrarna.
"Zigenarlägrets" huvudbok (Hauptbuch) där romer/sinti registrerades finns bevarad. Huvudboken gömdes undan av polska fångar, som arbetade på lägrets kontor, när de förstod att lägret skulle likvideras. I boken finns 21 000 romer och sinti från 11 länder registrerade.

## Medicinska experiment
Ett annat utmärkande drag för både Porajmos och Förintelsen var den omfattande användningen av människor i medicinska experiment. Den mest ökända av dessa läkare var Josef Mengele, som arbetade i koncentrationslägret Auschwitz. Hans experiment omfattade bland annat att placera försökspersoner i tryckkammare, testa droger på dem, frysa dem, försöka ändra deras ögonfärg genom att injicera kemikalier i barnens ögon samt olika amputationer och andra brutala operationer. Den fulla omfattningen av hans arbete kommer aldrig att bli känd eftersom den lastbilslast med journaler som han skickade till Otmar von Verschuer vid Kaiser Wilhelm-institutet förstördes av von Verschuer. Mengeles egna journaler, som består av cirka 3 300 sidor, kommer troligen aldrig att publiceras. De försökspersoner som överlevde Mengeles experiment dödades nästan alltid och dissekerades kort därefter. En rom som överlevde de medicinska experimenten var Margarethe Kraus.
Mengele verkade särskilt angelägen om att arbeta med romska barn. Han tog med sig godis och leksaker till dem och förde dem personligen till gaskammaren. De kallade honom "Onkel Mengele". Vera Alexander var en judisk fånge i Auschwitz som tog hand om 50 uppsättningar romska tvillingar:
   Jag minns särskilt en uppsättning tvillingar: Guido och Ina, som var ungefär fyra år gamla. En dag tog Mengele bort dem. När de kom tillbaka var de i ett fruktansvärt skick: de hade sytts ihop, rygg mot rygg, som siamesiska tvillingar. Deras sår var infekterade och det rann pus ur dem. De skrek dag och natt. Då lyckades deras föräldrar - jag minns att moderns namn var Stella - få tag på morfin och de dödade barnen för att få slut på deras lidande.

## Antal dödsoffer
Hur många romer och sinti som dog under Porajmos är på grund av bristande dokumentation fortfarande omdiskuterat. Alla romer och sinti blev inte omnämnda som ”zigenare” i de nazistiska dokumenten, många återfinns troligen bland de så kallade "asociala". En stor mängd dokument förstördes av nazisterna, många efterlämnade handlingar från SS och koncentrationslägren är ofullständiga och dessutom har mycket material från krigsåren ännu inte till fullo utforskats. Men de uppskattningar och beräkningar som forskare har gjort visar på att mellan 250 000 och 500 000 romer och sinti mördades under Förintelsen.

## Efter kriget

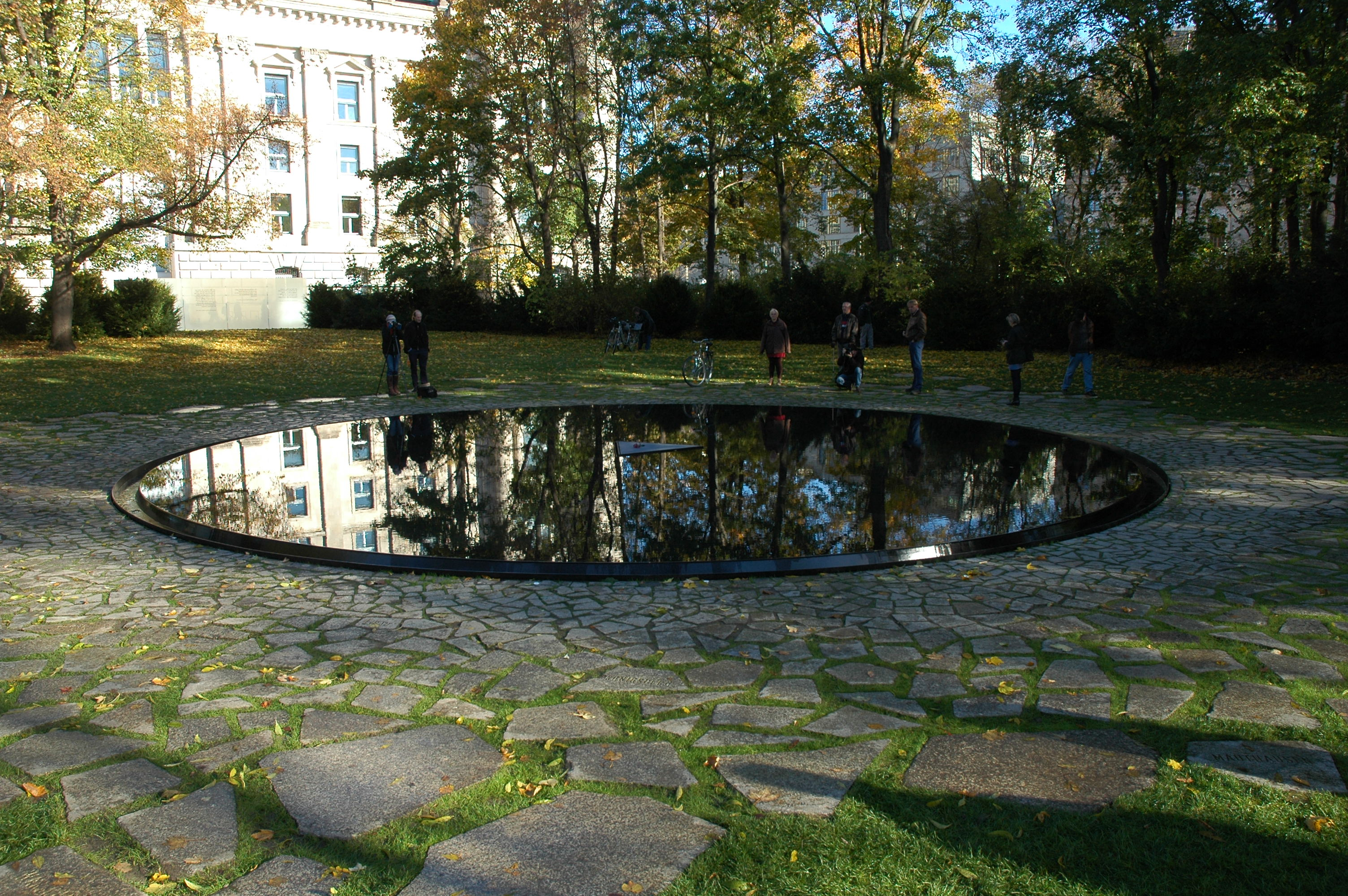
Minnesmärket över sinti och romer under nationalsocialismen i närheten av Reichstag i Berlin

Efter kriget möttes romer och sinti av samma fördomar som före kriget. Det fanns bland myndigheter och allmänhet inget intresse för förintelsen av romerna eller de överlevandes situation. Vid Nürnbergrättegångarna (1945-1949) togs inte frågan upp, ingen av de anklagade fick frågor om romerna och inga romer var kallade att vittna.
På 1970-talet blev det uppmärksammat att även romer var förintelseoffer. Uppmärksamheten kring frågan hade väckts av romska organisationer efter att myndigheter trakasserat före detta romska lägerfångar. De fick inte, som till exempel judarna, något skadestånd eftersom man ansåg att de internerats på grund av sitt ”asociala leverne” och inte på grund av sin etnicitet. Först 1982 erkände Västtyskland att romer förföljts och mördats under förintelsen på grund av sin etnicitet. 2012 invigdes ett minnesmärke i Berlin.
Europeiska parlamentet beslutade i en resolution den 15 april 2015 att EU officiellt stödjer Minnesdagen över den romska förintelsen. Minnesdagen infaller den 2 augusti, det datum 1944 då Auschwitzs ”zigenarläger” likviderades.

### Erkännande och minnesmärken
Den tyska regeringen betalade krigsskadestånd till judiska överlevande från förintelsen, men inte till romerna. Det "förekom aldrig några överläggningar i Nürnberg eller vid någon annan internationell konferens om huruvida sinti och romer i likhet med judarna hade rätt till skadestånd." Inrikesministeriet i Württemberg hävdade att "zigenare [förföljdes] under nazisterna inte av rasistiska skäl utan på grund av ett asocialt och kriminellt förflutet." Vid rättegången mot Otto Ohlendorf, som stod inför rätta för sitt ledarskap i Einsatzgruppen i Sovjetunionen, anförde han massakrerna på romer under trettioåriga kriget som historiskt prejudikat.
I historieskrivningen i Östtyskland (DDR) var förföljelsen av sinter och romer under nationalsocialismen i stort sett tabubelagd. Den tyska historikern Anne-Kathleen Tillack-Graf hävdar att i DDR nämndes inte sinter och romer som koncentrationslägerfångar under de officiella minnesceremonierna av befrielsen vid de tre nationella minnesplatserna Buchenwald, Sachsenhausen och Ravensbrück, precis som homosexuella, Jehovas vittnen och "asociala fångar". Västtyskland erkände folkmordet på romer 1982, och sedan dess har Porajmos alltmer erkänts som ett folkmord som begicks samtidigt med Shoah. Den amerikanska historikern Sybil Milton skrev flera artiklar där hon argumenterade för att Porajmos förtjänade att erkännas som en del av Förintelsen. I Schweiz har en expertkommitté utrett den schweiziska regeringens politik under Porajmos.
Ett formellt erkännande och minnesarbete av nazisternas förföljelse av romer har varit svårt i praktiken på grund av bristen på ett betydande kollektivt minne och dokumentation av Porajmos bland romer. Detta beror både på deras tradition av muntlig historia och analfabetism, som förstärks av utbredd fattigdom och fortsatt diskriminering som har tvingat bort vissa romer från de statliga skolorna. En UNESCO-rapport om romer i Rumänien visade att endast 40 % av de romska barnen är inskrivna i grundskolan, jämfört med det nationella genomsnittet på 93 %. Av de inskrivna går endast 30 % av de romska barnen vidare till grundskolan. I en undersökning 2011 om romernas situation i dagens Europa reste Ben Judah, Policy Fellow vid European Council on Foreign Relations, till Rumänien.
Nico Fortuna, sociolog och romsk aktivist, förklarade skillnaden mellan det judiska kollektiva minnet av Shoah och den romska erfarenheten:
   Det finns en skillnad mellan de judiska och romska deporterade ... Judarna blev chockade och kan komma ihåg år, datum och tid när det hände. Romerna skyllde på det. De sa: "Naturligtvis blev jag deporterad. Jag är rom; sådana saker händer en rom." Den romska mentaliteten skiljer sig från den judiska mentaliteten. En rom kom till exempel till mig och frågade: "Varför bryr du dig så mycket om deportationerna? Din familj deporterades inte. Jag svarade: "Jag bryr mig som rom" och killen svarade: "Jag bryr mig inte eftersom min familj var modiga, stolta romer som inte deporterades".
   För judarna var det totalt och alla visste det - från bankirer till pantbanker. För romerna var det selektivt och inte heltäckande. Romerna utrotades endast i några få delar av Europa, såsom Polen, Nederländerna, Tyskland och Frankrike. I Rumänien och stora delar av Balkan deporterades endast nomadiska romer och socialt utstötta romer. Detta har betydelse och påverkar den romska mentaliteten.
Ian Hancock har också observerat en ovilja bland romer att erkänna att de blev offer för Tredje riket. Romerna "är traditionellt sett inte benägna att hålla liv i de fruktansvärda minnena från sin historia - nostalgi är en lyx för andra."[19] Effekterna av analfabetismen, bristen på sociala institutioner och den utbredda diskrimineringen som romer i Europa möter i dag har gett upphov till ett folk som enligt Fortuna saknar "nationellt medvetande ... och historiskt minne av Förintelsen eftersom det inte finns någon romsk elit".

### I populärkulturen
- I dokumentärfilmen A People Uncounted: The Untold Story of the Roma berättar filmskaparen Aaron Yeger om romernas rika, men svåra historia, från forntiden till nazisternas folkmord på romer under andra världskriget och till idag. Romska överlevande från förintelsen delar med sig av sina råa, autentiska berättelser om livet i koncentrationslägren och ger förstahandsskildringar av denna minoritetsgrupps erfarenheter som fortfarande är i stort sett okända för allmänheten.
- År 2009 regisserade Tony Gatlif, en fransk romsk filmregissör, filmen Korkoro, som skildrar den romska Taloches flykt från nazisterna, med hjälp av en fransk notarie, Justes, och hans svårigheter att försöka leva ett stillasittande liv. Filmens andra huvudperson, Mademoiselle Lise Lundi, är inspirerad av Yvette Lundy, en lärare som arbetade i Gionges och som var aktiv i den franska motståndsrörelsen.
- Den polska filmen I Skrzypce Przestały Grać från 1988 har också Porajmos som ämne. Den kritiserades för att den visade mordet på romer som en metod för att avlägsna vittnen till mordet på judar.
- En scen i den franskspråkiga filmen Train de Vie (Livets tåg), regisserad av Radu Mihaileanu, visar en grupp romer som sjunger och dansar med judar vid en hållplats på väg till ett koncentrationsläger.
- I X-Mens grafiska roman The Magneto Testament är Max Eisenhardt, som senare skulle bli Magneto, förälskad i en romsk flicka som heter Magda. Han träffar henne senare igen i Auschwitz, där hon befinner sig i zigenarlägret, och tillsammans planerar de sin flykt. Porajmos beskrivs i detalj.
- År 2019 regisserade Roz Mortimer The Deathless Woman, en "hybrid-dokumentär" film som både är en spökhistoria och en registrering av vittnesmål från första person om historiska brott mot romer under andra världskriget (och nutida brott). Den spöklika berättaren, med röst av Iveta Kokyová på romani, ifrågasätter frånvaron av hennes historia i arkiv och museer.